# Подводные лодки типа I-9
Подводные лодки типа I-9 (яп. 伊九型潜水艦), также известные как тип «A1» — серия японских дизель-электрических подводных лодок периода Второй мировой войны. Одни из крупнейших подводных лодок Второй мировой войны, они предназначались для использования в роли флагманов флотилий подводных лодок и отличались дополнительным коммуникационным оборудованием и улучшенными условиями обитания по сравнению со стандартными японскими крейсерскими подводными лодками. В 1939—1942 годах было построено три лодки этого типа; планировалось построить ещё две, но их строительство было отменено, не успев начаться. Все три подводные лодки этого типа погибли в боях в 1943—1944 годах.

## Представители
| Заводской номер | Судоверфь                     | Дата закладки                 | Спуск на воду                 | Ввод в строй                  | Судьба                                                                                             |
| --------------- | ----------------------------- | ----------------------------- | ----------------------------- | ----------------------------- | -------------------------------------------------------------------------------------------------- |
| I-9             | верфь флота, Куре             | январь 1939                   | 20 мая 1940                   | 13 февраля 1941               | потоплена эсминцем «Фрэйзер» в районе Алеутских островов, 11 июня 1943                             |
| I-10            | Кавасаки, Кобе                |                               | 20 сентября 1939              | 31 октября 1941               | потоплена эсминцами «Дэвид У. Тейлор» и «Риддл» в районе Северных Марианских островов, 4 июля 1944 |
| I-11            | Кавасаки, Кобе                |                               | 28 февраля 1941               | 16 мая 1942                   | потеряна у островов Эллис, 11 января 1944                                                          |
| № 700, № 701    | строительство отменено в 1942 | строительство отменено в 1942 | строительство отменено в 1942 | строительство отменено в 1942 | строительство отменено в 1942                                                                      |